# Hala widowiskowo-sportowa w Murowanej Goślinie
Hala widowiskowo-sportowa w Murowanej Goślinie — obiekt usytuowany jest obok Szkoły Podstawowej nr 1, przy ul. Mściszewskiej 10.

## Historia
Budowa goślińskiej hali sportowej ciągnęła się kilka lat. Pierwszy przetarg na budowę ogłoszono w lipcu 2003 roku. Stan surowy otwarty gotowy był pod koniec sierpnia 2004 roku. Ze względu na zmianę przepisów prawa budowlanego dotyczącą m.in. nośności elementów konstrukcyjnych konieczne było przeprojektowanie hali. Rok 2006 był czasem poszukiwania środków finansowych. Gmina Murowana Goślina uzyskała wówczas dotację z Ministerstwa Sportu na kwotę 1,2 mln zł. W 2007 roku zapadła decyzja o wykonaniu nowego projektu hali, a w kwietniu 2008 roku gmina uzyskała pozwolenie na budowę. 1 września 2008 roku ogłoszono przetarg na wyłonienie wykonawcy robót. Jednakże z powodu protestów i odwołań procedura trwała pół roku.
Dnia 2 marca 2009 rozpoczęła się ostateczna budowa hali, zaprojektowanej przez biuro projektowe "MLX4 architekci" ze Szczecina. W tym dniu gmina Murowana Goślina podpisała umowę z poznańską firmą Posbau S.A. Wykonawcę robót budowlanych wyłoniono w przetargu nieograniczonym. Od 24 kwietnia 2009 roku realizację inwestycji prowadzi MG Sport Sp. z o.o. Całkowity koszt budowy wyniósł ok. 12 500 000 zł.

## Dane techniczne
Obiekt sportowy w Murowanej Goślinie jest jednym z najnowocześniejszych w całej aglomeracji poznańskiej. Boisko ma wymiary 20 na 40 metrów. Rozmiar sali pozwala na rozgrywanie tam zawodów piłki koszykowej, piłki siatkowej, piłki ręcznej a także halowej piłki nożnej oraz hokeja i to na poziomie międzynarodowym, ponieważ wysokość obiektu wynosi 9,05 metrów. Obiekt składa się z hali sportowej z trybunami dla 436 widzów oraz części wielofunkcyjnej (szatnie, magazyny sportowe, zespół pomieszczeń dla nauczycieli WF, pokój medyczny oraz pomieszczenia klubowe). Hala posiada również odrębne wejście i może pełnić funkcje widowiskowe i rekreacyjne w sposób samodzielny.

## Przeznaczenie
W hali rozgrywane są zawody sportowe widowiska artystyczne, wystawy, imprezy kulturalne i koncerty. Z hali w przeszłości korzystał klub siatkarski kobiet KS Piecobiogaz Murowana Goślina, występujący w I polskiej lidze kobiet.
17 września 2010 roku odbyło się uroczyste otwarcie hali widowiskowo-sportowej. Z okazji otwarcia obiektu zorganizowany został turniej siatkówki kobiet. 
Od 1 stycznia 2024 r. obiektem zarządza Centrum Kultury i Sportu w Murowanej Goślinie. 